# Сальтаторное проведение
Сальтаторное проведение (англ. Saltatory conduction) (лат. saltatorius, буквально от слова «сальто») — скачкообразное проведение нервного импульса по мякотным (миелинизированным) нервам.

Потенциал действия распространяется в миелинизированных нейронах быстрее, чем в немиелинизированных нейронах из-за солевой проводимости.

Нервные волокна бывают двух типов: мякотные — покрытые миелином и безмякотные — не покрытые миелином. Первые обладают гораздо большей (примерно в 25 раз) скоростью передачи нервного импульса. С целью объяснить этот феномен была предложена идея сальтаторного проведения.
Авторство открытия изолирующей функции миелиновой оболочки, а также сальтаторного эффекта при распространении нервного импульса в миелинизированном волокне приписывают японскому учёному Ичиджи Тасаки. Тасаки, опубликовал его в 1938 году. Этот процесс, называемый сальтаторным проведением, описан в большинстве учебников по физиологии, но ни в одном не упоминается имя Тасаки.
Передача импульса по нервным волокнам происходит в виде волны возбуждения с помощью электротонических потенциалов и потенциалов действия, которые распространяются вдоль волокна. Нервные проводники при этом рассматриваются как кабели, обладающие относительно низким осевым сопротивлением (сопротивление аксоплазмы — ri) и более высоким сопротивлением оболочки (сопротивление мембраны — rm).
Мякотное нервное волокно покрыто миелином как электрический провод изоляцией. Но в отличие от последнего по длине нерва регулярно (через 1—2 мм) имеются микроскопические разрывы миелиновой оболочки — перехваты Ранвье.

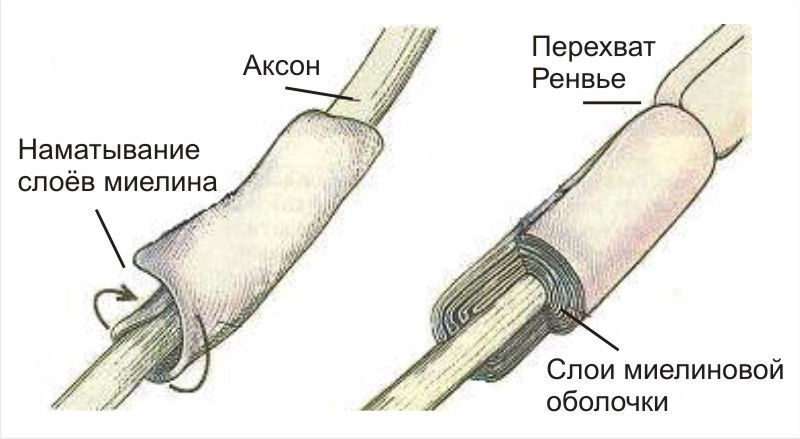
Миелинизация нервного волокна

В участках нервного волокна, покрытых миелином, электрические свойства нервного импульса никак не проявляются (считается, что по этому участку нервный импульс распространяется «электротонически»). Зато, достигнув следующего перехвата Ранвье, электрический сигнал (ПД) снова проявляется. При этом в разрывах миелинового покрытия нервный импульс распространяется с «нормальной скоростью», а миелинизированные участки он перескакивает почти мгновенно. То есть он как бы «перескакивает» с одного перехвата Ранвье на другой. Таково современное объяснение высокой скорости передачи в мякотных нервных волокнах.
Миелинизация аксона позволяет достигать высокой скорости передачи импульса при очень малом диаметре волокна. Это дало позвоночным важное эволюционное преимущество, и во многом обусловило их дальнейшее развитие.